# نجوم الزوهرة
نجوم الزوهرة هي ممثلة مغربية، شاركت في العديد من الأعمال المسرحية والسينمائية والتلفزيونية، وهي زوجة الممثل المغربي عبد الإله عاجل.

## مسيرتها
انخرطت الزوهرة في الفنّ المسرحيّ منذ البداية مع جمعية «فتح» في أوّل عَمَلٍ مسرحيٍّ سيجمعها (في الفنّ وفي الحياة) مع الفنان ورفيقِ الدّرب عبد الإله عاجل في المسرحية الشهيرة «زهرة بنت البرنوصي» سنة 1981.
وكان ذلك بالنِّسْبة لها أوّلَ عَمَلٍ مَسْرَحِيّ حصلت من خلاله على جائزةِ أحْسَنِ تشخيصٍ نسائيّ سنة 1982. وبعدَ حُصُولِها على الجائزة، الْتَحَقَتْ بالمعهد الوطني للفنون والموسيقى، حيثُ تابَعَتْ دراستها، وهي اليوم خريجة هذا المعهد.
وبعد فترة مسرح الهواة الغنيّة، انتقلت إلى الاحتراف مع تجربةِ «مسرح الحيّ» ثمّ «مسرح الكاف» الذي أسّسه الفنان عبد الإله عاجل. كانت الانطلاقة بمسرحية «بوتلّيس» التي حصلت على أربعِ جوائز، ومسرحية «تيسْليتْ» التي حصدت هي كذلك جميع الجوائز تقريبا، ومسرحية «الديموغراضي»، و«صرخة شامة» ومسرحية «سَعَادَة الرّايْسْ»، ومسرحيّة ّ«هي هُكَّ؟» آخر أعمال مسرح الكافْ.
مع مسرح الحي، كان لها الحضور القوي في العديد من الأعمال المسرحية الناجحة، منها «شارب عقلو»، «العقل والسبورة»، «شرح مَلَّح»، «عين باين»، «حب وتبن». أما على مستوى التلفزيون، فقد كانت لها المشاركة في مسلسل «موعد مع المجهول» و«الأبرياء» للمخرج محمد عاطفي، و«أولاد عمي معاشو» وأحلام نسيم، والفيلم التلفزي «الطيابة». أيضاً لها مشاركات في حلقات «مداولة» الذي تقدمه وتعده الأستاذة رشيدة أحفوظ، كما تركت بصمة بارزة في الحلقات التربوية «ألف لام».

## أعمالها

### مسلسلات
- 2000 - 2004: ألف لام
- 2004: موعد مع المجهول
- 2006: الأبرياء
- مداولة
- 2012: أحلام نسيم

### أفلام
- 2004: الطيابة
- 2012: هكذا أريد
- 2016: مسافة ميل بحذائي

## روابط خارجية
- نجوم الزوهرة على موقع IMDb (الإنجليزية)